# Inge Bohmann
Inge Bohmann ist eine deutsche Filmeditorin. Ihre Karriere ist vor allem durch ihre langjährige Mitarbeit bei der Fernseh-Kriminalreihe Tatort geprägt. Sie war bei 16 Tatort-Folgen für den Filmschnitt verantwortlich.

## Leben und Werk
Neben der Tatort-Reihe wirkte Inge Bohmann auch bei etlichen anderen Fernsehproduktionen von ARD und ZDF mit. Sie montierte zwischendurch aber auch mal einen Kinofilm für Regisseure wie Hark Bohm (Der kleine Staatsanwalt, 1987) oder Angelina Maccarone (Alles wird gut, 1998). Mit dem Dokumentarfilmer Klaus Wildenhahn arbeitete sie an mehreren Projekten, unter anderem 1986 an seinem Porträt von Christoph Hein: Bln. DDR und ein Schriftsteller. Am häufigsten war sie an Produktionen des Regisseurs Thomas Bohn beteiligt, für den sie ab 2001 insgesamt elf Filme montierte, vor allem Tatorte, aber auch andere Fernsehspielfilme. Die letzte große Produktion, bei der Bohmann als Editorin tätig war, ist der Dokufiktion-Film Komm, schöner Tod aus dem Jahr 2012.

## Filmografie (Auswahl)
- 1970: Die Deutschlandreise (TV-Spielfilm) – Regie: Sølve Kern
- 1971: Die Zauberflöte (Opernaufzeichnung) – Regie: Joachim Hess
- 1972: Dem Täter auf der Spur (Krimiserie, Folge: In Schönheit sterben) – Regie: Jürgen Roland
- 1975: Der Stechlin (dreiteiliger TV-Spielfilm) – Regie: Rolf Hädrich
- 1976: Tatort: … und dann ist Zahltag – Regie: Jürgen Roland
- 1977: Tatort: Das stille Geschäft – Regie: Jürgen Roland
- 1979: Mit 40 noch ein Superman (Dokumentarfilm) – Regie: Jürgen Wilcke
- 1985: Ami Go Home oder Der Fragebogen (TV-Spielfilm) – Regie: Rolf Busch
- 1986: Bln. DDR und ein Schriftsteller (Dokumentarfilm) – Regie: Klaus Wildenhahn
- 1987: Der kleine Staatsanwalt (Kinospielfilm) – Regie: Hark Bohm
- 1995: Reise nach Mostar (Dokumentarfilm) – Regie: Klaus Wildenhahn
- 1995: Die dritte Brücke (Dokumentarfilm) – Regie: Klaus Wildenhahn
- 1996: Tatort: Mord hinterm Deich – Regie: Olaf Kreinsen
- 1996: Alles wegen Robert De Niro (TV-Spielfilm) – Regie: Helmut Förnbacher
- 1998: Polizeiruf 110: Live in den Tod – Regie: Manfred Stelzer
- 1998: Polizeiruf 110: Katz und Kater – Regie: Manfred Stelzer
- 1998: Alles wird gut (Kinospielfilm) – Regie: Angelina Maccarone
- 1999: Tatort: Habgier – Regie: Jürgen Bretzinger
- 1999: Tatort: Traumhaus – Regie: Ulrich Stark
- 1999: Tatort: Der Duft des Geldes – Regie: Helmut Förnbacher
- 2000: Tatort: Der schwarze Skorpion – Regie: Helmut Förnbacher
- 2001: Tatort: Tod vor Scharhörn – Regie: Jürgen Bretzinger
- 2001: Tatort: Hasard! – Regie: Thomas Bohn
- 2002: Tatort: Der Passagier – Regie: Thomas Bohn
- 2002: Tatort: Undercover – Regie: Thomas Bohn
- 2003: Tatort: Harte Hunde – Regie: Thomas Bohn
- 2004: Tatort: Todes-Bande – Regie: Thomas Bohn
- 2004: Das Kommando (TV-Spielfilm) – Regie: Thomas Bohn
- 2006: Tatort: Feuerkämpfer – Regie: Thomas Bohn
- 2006: Eine Frage des Gewissens (TV-Spielfilm) – Regie: Thomas Bohn
- 2007: Tatort: Liebeshunger – Regie: Thomas Bohn
- 2008: Tatort: Und Tschüss – Regie: Thomas Bohn
- 2011: Leppel & Langsam (TV-Spielfilm) – Regie: Thomas Bohn
- 2012: Komm, schöner Tod (TV-Dokufiktion) – Regie: Friedemann Fromm